# Teodora Comnena
Teodora Comnena (em grego: Θεοδώρα Κομνηνή; romaniz.: Theodōra Komnēnē) era uma sobrinha do imperador bizantino Manuel I Comneno que foi esposa do rei Balduíno II de Jerusalém e amante do imperador bizantino Andrônico I Comneno.

## Famílias
Teodora era filha do sebastocrator Isaac Comneno com sua segunda esposa, Irene Sinadena. Seus avós por parte de pai eram o imperador bizantino João II Comneno e Piroska da Hungria, filha do rei Ladislau I da Hungria.
Entre seus tios paternos estava o imperador Manuel I Comneno. Sua irmã, Eudóxia Comnena, casou-se com Guilherme VII de Montpellier e foi avó do rei Jaime I de Aragão. Sua meia-irmã, Maria Comnena, casou-se com o rei Estêvão IV da Hungria.

## Rainha-consorte de Jerusalém
Balduíno II tomou o Reino de Jerusalém de sua mãe e regência Melisende em 1153. Ele estava solteiro e, por volta de 1157, foi decidido pela "Haute Cour" que sua esposa deveria ser buscada no Império Bizantino, o vizinho mais poderoso e rico do reino. Esperava-se que uma aliança com os bizantinos traria dinheiro e ajuda militar, ambos necessários para a luta contra Noradine, sultão da Síria e maior inimigo de Jerusalém.
Atardo (Attard), arcebispo de Nazaré, Hunfredo de Toron, condestável de Jerusalém, Joscelino Piscelo e Guilherme de Barris foram enviados a Constantinopla para negociar um casamento para o rei. Os embaixadores ficaram na capital por quase um ano — Atardo morreu na missão — até que finalmente se decidiu que Teodora seria enviada a Balduíno. Ela tinha na época apenas 12 ou 13 anos, mas já era famosa por sua beleza. Seu dote valia 100 000 hipérpiros e Guilherme de Tiro estimou que suas roupas extravagantes haviam custado outros 14 000 hipérpiro. Como dote para Balduíno, Teodora recebeu ainda a cidade de Acre, que ela manteria como propriedade sua caso Balduíno morresse sem gerar filhos.
Os embaixadores retornaram a Jerusalém com Teodora em setembro de 1158. Aimério de Limoges, o patriarca latino de Antioquia, realizou a cerimônia, pois o patriarca latino de Jerusalém ainda não havia sido consagrado. Balduíno era conhecido até então por seu estilo de vida frívolo, mas tornou-se um marido devotado e fiel. O casamento foi curto e sem filhos, pois Balduíno morreu em 1162, deixando Teodora viúva aos dezessete anos de idade. Ela recebeu a cidade de Acre para sustentá-la, como prometido.

## Relacionamento com Andrônico I Comneno
Uns poucos anos depois, em 1166, um primo em primeiro grau de seu pai, Andrônico Comneno, visitou o reino e foi nomeado senhor de Beirute pelo irmão e sucessor de Balduíno, Amalrico I. Andrônico convidou Teodora à sua corte e os dois fugiram para Damasco — ou, como conta Guilherme de Tiro, Andrônico a sequestrou com o apoio de Noradine. É provável que não tenha sido um sequestro; Andrônico, que já era casado, já havia tido casos com Filipa, uma irmã do príncipe Boemundo II de Antioquia e de Maria de Antioquia, esposa do imperador Manuel I Comneno, de quem provavelmente estava fugindo. Como não houve um casamento legal, Acre foi devolvida ao rei Amalrico, que também era casado com uma princesa bizantina, Maria Comnena, o que manteve a aliança intacta.
Na corte de Noradine em Damasco, Andrônico e Teodora tiveram dois filhos, Aleixo Comneno e Irene, mesmo tendo ele sido excomungado. Os dois viajaram ainda para Bagdá e, depois, para o Sultanato de Rum, onde Andrônico foi nomeado senhor de um castelo na Paflagônia.
Alguns anos depois, Teodora e seus filhos foram capturados e entregues para o imperador Manuel, que os manteve em Constantinopla como isca para encorajar Andrônico a voltar para seus conterrâneos bizantinos. Ele de fato se rendeu e visitou a capital em 1180, submetendo-se a Manuel em seguida.
Em 1182, depois da morte de Manuel, Andrônico retornou de vez e tornou-se imperador no ano seguinte. Não há evidências, porém, de que Teodora o tenha acompanhado. Foi nesta época, porém, que a filha deles, Eudóxia, se casou com Aleixo Comneno, filho de Manuel I com Teodora Vatatzina. Nesta época, também, Teodora intercedeu junto a Andrônico para que ele pagasse o resgate de seu sobrinho, Isaac Comneno, um ex-governador da Isáuria que estava preso no Reino Armênio da Cilícia, uma decisão da qual ele depois se arrependeria, pois Isaac depois se revoltou e tomou para si a província de Chipre.
K. Varzos sugere que Teodora Comnena e Teodora Vatatzina conspiraram contra Andrônico em algum momento, mas não parece haver evidências para isso. Nada mais se sabe sobre ela.

## Homônimas
Outra Teodora Comnena foi a esposa do príncipe Boemundo II de Antioquia e irmã da rainha Maria Comnena de Jerusalém. Uma terceira foi esposa do duque Henrique II da Áustria e mãe do duque Leopoldo V da Áustria.

## Bibiliografia
- Guilherme de Tiro, A History of Deeds Done Beyond the Sea, trans. E.A. Babcock and A.C. Krey. Columbia University Press, 1943.
- Bernard Hamilton, "Women in the Crusader States: The Queens of Jerusalem", in Medieval Women, edited by Derek Baker. Ecclesiastical History Society, 1978.
- Steven Runciman, A History of the Crusades, vol. II: The Kingdom of Jerusalem. Cambridge University Press, 1952.
- O City of Byzantium, Annals of Niketas Choniatēs, trans. Harry J. Magoulias. Wayne State University Press, 1984.
- Varzos, Konstantinos (1984). Η Γενεαλογία των Κομνηνών, Τόμος Β' [The Genealogy of the Komnenoi, Volume II] (PDF) (em grego). Thessaloniki: Byzantine Research Centre. pp. 327–346. Consultado em 14 de outubro de 2014. Arquivado do original (PDF) em 3 de março de 2016